# Picnosis

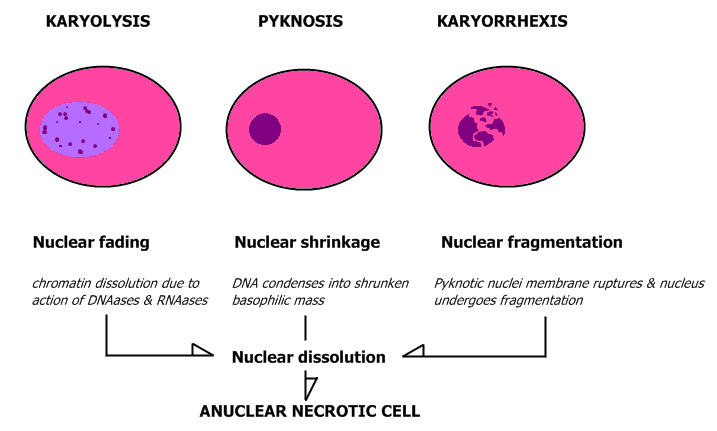
Características morfológicas de la picnosis y otras formas de destrucción nuclear

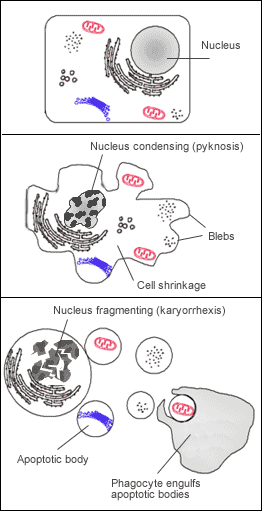
Apoptosis

En histología la picnosis, o cariopicnosis, es la condensación irreversible de la cromatina en el núcleo de una célula que experimenta necrosis o apoptosis. Está seguida por cariorrexis, o fragmentación del núcleo. La picnosis (del griego pyknono significa "espesar, cerrar o condensar") también se observa en la maduración del eritrocito (glóbulo rojo) y del neutrófilo (un tipo de leucocito).
El metarrubricito en maduración (una etapa en la maduración de los eritrocitos) condensará su núcleo antes de expulsarlo para convertirse en un reticulocito.

El neutrófilo en maduración condensará su núcleo en varios lóbulos conectados que estarán en la célula hasta el fin de su vida.

Micrografía de un infarto en el  conducto biliar, con núcleos picnóticos (flechas) (400x).

Los núcleos picnóticos a menudo se encuentran en la zona reticular de la glándula adrenal. También pueden encontrarse en los queratinocitos de la capa córnea en el epitelio paraqueratinizado.